# Unterbeweidung
In der modernen Grünlandwirtschaft spricht man von Unterbeweidung, wenn Pflanzen des Grünlandes nicht gleichmäßig verbissen werden. Dies ist bei einem Viehbesatz der Fall, dem eine zu große Weidefläche zur Verfügung steht – wie bei der Überweidung ist der Viehbesatz der Ertragskraft der Fläche nicht angepasst.

## Ursachen und Folgen von Unterbeweidung
Die Tiere auf den zu großen Weideflächen können sich ihre bevorzugten Pflanzen heraussuchen, da es diese im Überschuss gibt. Damit lassen sie die weniger beliebten Arten stehen bzw. verbeißen diese zu gering. Somit werden ungeliebte Pflanzenarten begünstigt. Diese Pflanzen werden älter und haben dann noch weniger Futterwert, sie blühen, fruchten und breiten sich so weiter aus.
Zeigerpflanzen für selektive Unterbeweidung sind:
- Ackerdistel (Cirsium arvense)
- Borstgras (Nardus stricta)
- Gewöhnliche Distel (Cirsium vulgare)

- Goldhafer (Trisetum flavescens)

- Krauser Ampfer (Rumex crispus)
- Quecke (Elymus repens)
- Rasenschmiele (Deschampsia cespitosa)
- Rohrschwingel (Festuca arundinacea)
- Rotklee (Trifolium pratense)
- Rotschwingel (Festuca rubra)
- Stumpfblättriger Ampfer (Rumex obtusifolius)
- Sumpfdistel (Cirsium palustre)

## Maßnahmen zur Vermeidung von Unterbeweidung
Unterbeweidung kann vermieden werden, indem die Fläche verkleinert oder die Besatzdichte erhöht wird. Die Nachmahd verhindert die Überalterung. Genauso führt ein früherer Weideauftrieb dazu, dass die jüngeren Pflanzen mit geringerem Rohfasergehalt lieber gefressen werden. Durch Wechsel der Weidetiere kann man sich deren unterschiedliches Fressverhalten zunutze machen.